# 吳開科
吳開科（？—1951年），清末民國當代中國水利建設事業家、慈善家，稱村副或開科先生。

## 生平
清末（1892年－1901年間）生於浙江象山縣林海。秀才出身，好風水玄學，與著名史學家﹑經學家陳漢章私交甚篤。後因水利建設，獲兩任象山縣縣長徐倞及張周汶先後題辭表彰其貢獻，陳漢章亦曾親筆撰寫序文讚賞其奉獻精神。
年少時家境不俗，考獲秀才後，常於象山縣內各私塾奔走授課。至20世紀初，南莊平原因欠缺水利建設，易鬧水災﹑旱災，農業發展常受影響。為改善狀況，在徵得象山縣縣政府批准後，即著手其第一次河道開闢工程，河道屬東西走向，始於田橫山，途經洋心村、西林村、夏家村，直到大碶頭為止。河道開闢初期，籌措資金方面以用者自付原則，向將在此建設中受益的田地地主募捐；在工程徵地方面則向受影響人士作出現金賠償。惟工程耗資龐大，入不敷支，虧損相當嚴重，後毅然將家中40餘畝田地全數售出換取資金使工程得以繼續，自此生活日漸艱苦。河道竣工後，改善了當地農業生產，惜好景不常，河道在1956年發生的八一台災中被填塞。
在第一次河道挖掘工程完成後不久，聞得縣中有人有意出資開闢另一條南北走向的河道貫穿大碶頭及梅溪，即馬不停蹄展開挖掘工作，並當下抵押掉西林村的房產換取資金投入工程，自身則要帶同6名子女離開原住地，於蔣家村租房蝸居。第二次水利工程完成後，由於寬闊的特點，河道被稱譽為百丈岸河。
參與了兩次的大型水利工程，勞心勞力，終積勞成疾，50餘歲歿，葬於趙嶴（現山洞口小海酒家附近）。

## 交情
在縣內各私塾授課，與陳漢章稔熟。後在第一次河道開闢工程中，陳漢章得知其變賣田地的事迹後，有感自己正好是工程受益人之一，遂親自騎馬到西林廟捐款。竣工後，更親筆撰寫序文以讚揚其為水利建設出錢出力﹑無私奉獻的精神。惟此序文於文革期間被毀。
因對象山縣的水利建設貢獻重大，民國期間，獲兩任縣長徐倞（富陽人，1927年11月16日至1929年2月18日任象山縣縣長）及張周汶（臨海人，1929年2月28日至1933年2月10日任象山縣縣長）先後題辭「有功水利」及「不辭勞瘁」以表彰其功德，兩幅題辭上皆有「象山縣政府印」的方形大印，稱吳開科村副及開科先生，下款則分別標有「縣長徐倞」及「縣長張周汶」，現兩幅題辭均由其居於縣內丹西街道的男孫吳文達珍藏。

## 遺迹
浙江象山縣吳公開科之墓